# HMS Avon Vale (L06)
«Ейвон Вейл» (L06) (англ. HMS Avon Vale (L06) — військовий корабель, ескортний міноносець типу «Хант» «II» підтипу Королівського військово-морського флоту Великої Британії за часів Другої світової війни.
«Ейвон Вейл» був закладений 12 лютого 1940 року на верфі компанії John Brown & Company, Клайдбанк. 17 лютого 1941 року увійшов до складу Королівських ВМС Великої Британії.